# Ida Heikkinen
Ida Elisa Heikkinen (* 13. Oktober 2006 in Espoo) ist eine finnische Fußballspielerin.

## Karriere

### Vereine
Heikkinen begann für den in Kirkkonummi in der Region Helsinki ansässigen FC Wild mit dem Fußballspielen.
Im weiteren Verlauf gehörte sie der Jugendmannschaft des FC Honka Espoo an. Noch vor ihrem letzten Punktspiel am 10. Oktober 2021, dem letzten als B-Jugendspielerin, kam Heikkinen am 31. Juli 2021 bereits in der ersten Mannschaft in der Kansallinen Liiga, der höchsten Spielklasse im finnischen Frauenfußball, bei der 0:2-Niederlage im Auswärtsspiel gegen den Kuopion PS mit Einwechslung für Eveliina Parikka in der 71. Minute zu ihrem Seniorinnendebüt. Bis zum 14. August 2021 fand sie in zwei weiteren Punktspielen Berücksichtigung.
Bis zu ihrem letzten Punktspiel am 18. Oktober 2024 beim 2:0-Sieg im Auswärtsspiel gegen PK-35 Vantaa, gelang ihr am 13. April 2024 bei der 1:3-Niederlage im Auswärtsspiel gegen die Frauenfußballmannschaft von Tampereen Ilves mit dem Treffer zum Endstand in der zweiten Nachspielminute der regulären 90 Minuten ihr einziges Tor. Das am 22. September 2024 in Tampere erreichte Finale um den Suomen Cup wurde mit 1:2 gegen den HJK Helsinki verloren.
Am 16. Januar 2025 wurde sie vom 1. FC Union Berlin verpflichtet. Für den in der 2. Bundesliga vertretenen Verein kam sie in der Rückrunde der Saison 2024/25 in einem einzigen Punktspiel zum Einsatz. Ihre Pflichtspielpremiere hatte sie am 8. Februar 2025 (14. Spieltag) beim 2:1-Sieg im Auswärtsspiel gegen den Hamburger SV als Einwechselspielerin für Naika Reissner ab der 78. Minute. Damit hatte sie Anteil an der Zweitligameisterschaft, verbunden mit dem Aufstieg in die Bundesliga.

### Nationalmannschaft
Heikkinen debütierte als Nationalspielerin für den SPL in der U17-Nationalmannschaft und bestritt von September 2021 bis Mai 2022 20 Länderspiele. Sie nahm an der Europameisterschaft 2022 in Bosnien und Herzegowina teil und schied als Drittplatzierte in der Gruppe mit ihrer Mannschaft aus dem Turnier aus.
Am 30. Mai 2024 bestritt sie ein Länderspiel für die U18-Nationalmannschaft. Für die U19-Nationalmannschaft kam sie 2024 und 2025 in sieben Länderspielen zum Einsatz.

## Erfolge
1. FC Union Berlin
- Meister 2. Bundesliga 2025 und Aufstieg in die Bundesliga

FC Honka Espoo
- Finnischer Pokal-Finalist 2024